# Global Change Biology
Global Change Biology ist eine begutachtete wissenschaftliche Fachzeitschrift, die von Wiley herausgegeben wird und Forschungsergebnisse zu den Auswirkungen des Klimawandels publiziert. Chefredakteur ist Steve Long.
Der Impact Factor lag im Jahr 2014 bei 8,044, der fünfjährige Impact Factor bei 8,708. Damit lag die Zeitschrift beim zweijährigen Impact Factor auf Rang 3 von 221 Zeitschriften in der Kategorie Umweltwissenschaften, auf Rang 5 von 144 Zeitschriften in der Kategorie Ökologie und auf Rang 1 von 43 Zeitschriften in der Kategorie Schutz der Biodiversität.